# Niedopowiedzenia
Niedopowiedzenia – debiutancki album studyjny polskiego producenta muzycznego Czarnego HIFI. Wydawnictwo ukazało się 12 listopada 2012 roku nakładem wytwórni muzycznej Prosto. Gościnnie w nagraniach wzięli udział Pezet, DJ Kebs, Cheeba, Grizzulah, DJ Panda, Diox, Hades, Boxi, Onar, Pyskaty, VNM oraz DJ Deszczu Strugi. Materiał był promowany teledyskiem do utworu „Ludzie mówią”, który zrealizował zespół producencki Toczy Videos.
Płyta dotarła do 28. miejsca zestawienia OLiS.

## Lista utworów
Opracowano na podstawie materiału źródłowego.
1. „Niedopowiedzenia” (gościnnie: Pezet) – 4:35
2. „Walter Erviti” (gościnnie: DJ Kebs) – 4:21
3. „Ludzie mówią” (gościnnie: Cheeba, Grizzulah) – 5:19
4. „Grasshopper” (gościnnie: DJ Panda) – 3:47
5. „Remis” (gościnnie: DJ Kebs, Diox, Hades) – 3:47
6. „Karmazyn” – 5:17
7. „Instynkty” (gościnnie: Boxi, Onar, Pyskaty) – 4:24
8. „Niedopowiedzenia II” – 5:21
9. „Nie ściągniesz mnie na dół” (gościnnie: VNM) – 4:12
10. „Zmiennik” – 3:50
11. „Żółta kokarda...” (gościnnie: DJ Deszczu Strugi, Hades) – 4:41

## Certyfikat
| Kraj          | Certyfikat | Sprzedaż |
| ------------- | ---------- | -------- |
| Polska (ZPAV) | złoto      | 15 000+  |